# Sarah Hughes
Sarah Elizabeth Hughes (Great Neck, 2 mei 1985) is een Amerikaans voormalig kunstschaatsster. Ze won in 2002, als enige Amerikaanse zonder (inter)nationale kunstschaatstitels op haar naam, goud op de Olympische Winterspelen in Salt Lake City.

## Biografie

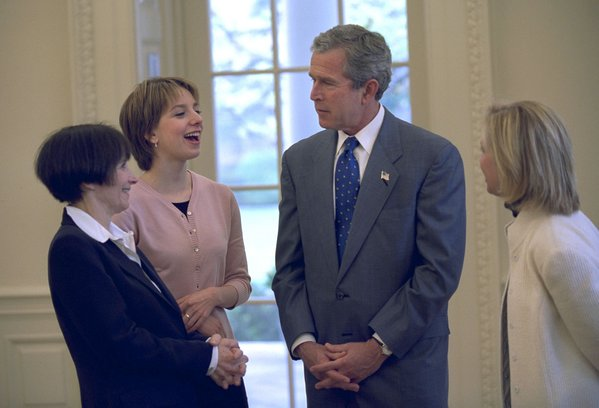
Sarah Hughes ontmoet president George W. Bush (12 april 2002)

Hughes, het vierde kind uit een gezin van zes, werd geboren op 2 mei 1985. Haar vier jaar jongere zus Emily was ook een talentvol kunstschaatsster en nam in 2006 deel aan de Olympische Winterspelen in Turijn. Op driejarige leeftijd begon Hughes met schaatsen. In januari 1998 werd ze Amerikaans nationaal kampioene bij de junioren, waarna ze het seizoen daarna deelnam aan de ISU Junior Grand Prix-wedstrijden. Ze won vervolgens de zilveren medaille bij zowel de Junior Grand Prix-finale als bij de WK junioren 1999. Ondanks dat ze in februari 1999 op de vierde plaats eindigde bij de nationale kampioenschappen voor de senioren, werd ze toch afgevaardigd naar de WK 1999. Zilverenmedaillewinnares Naomi Nari Nam, toen dertien, voldeed nog niet aan de leeftijdseisen. Leeftijdgenote Hughes deed dat ook niet, maar er werd toentertijd een uitzondering gemaakt voor kunstschaatsers die op dat moment al een medaille hadden gewonnen op de WK junioren. Ze werd bij de WK zevende.
Voor haar deelname in 2002 aan de Olympische Winterspelen in Salt Lake City was haar grootste wapenfeit de bronzen medaille bij de WK 2001. Daarnaast was de zestienjarige Hughes toen in het bezit van twee bronzen medailles bij de Grand Prix-finale en drie medailles, een zilveren en twee bronzen, bij de Amerikaanse nationale kampioenschappen. Het kwam dan ook als een verrassing, ook omdat Hughes als vierde de vrije kür in ging, dat de underdog voor favorieten Michelle Kwan, Irina Sloetskaja en Sasha Cohen eindigde en olympisch kampioene werd. Hughes eindigde als zesde bij de WK 2003 en won de zilveren medaille bij de NK 2003. In het najaar van 2003 begon ze de studie American studies aan de Yale-universiteit. Ze behaalde in 2009 een academische graad.

## Belangrijke resultaten
| Kampioenschap            | 97/98 | 98/99  | 99/00         | 00/01         | 01/02         | 02/03         |
| ------------------------ | ----- | ------ | ------------- | ------------- | ------------- | ------------- |
| Olympische Spelen        |       |        |               |               | Goud          |               |
| Wereldkampioenschap      |       | 7e     | 5e            | Brons         |               | 6e            |
| Grand Prix-finale        |       |        |               | Brons         | Brons         |               |
| Nationaal kampioenschap  |       | 4e     | Brons         | Zilver        | Brons         | Zilver        |
| WK junioren              |       | Zilver | geen deelname | geen deelname | geen deelname | geen deelname |
| Junior Grand Prix-finale |       | Zilver | geen deelname | geen deelname | geen deelname | geen deelname |
| NK junioren              | Goud  |        | geen deelname | geen deelname | geen deelname | geen deelname |

1908: Madge Syers ·
1920: Magda Julin ·
1924: Herma Plank-Szabo ·
1928: Sonja Henie ·
1932: Sonja Henie ·
1936: Sonja Henie ·
1948: Barbara Ann Scott ·
1952: Jeannette Altwegg ·
1956: Tenley Albright ·
1960: Carol Heiss ·
1964: Sjoukje Dijkstra ·
1968: Peggy Fleming ·
1972: Beatrix Schuba ·
1976: Dorothy Hamill ·
1980: Anett Pötzsch ·
1984: Katarina Witt ·
1988: Katarina Witt ·
1992: Kristi Yamaguchi ·
1994: Oksana Bajoel ·
1998: Tara Lipinski ·
2002: Sarah Hughes ·
2006: Shizuka Arakawa ·
2010: Kim Yuna ·
2014: Adelina Sotnikova ·
2018: Alina Zagitova ·
2022: Anna Sjtsjerbakova
- Library of Congress Control Number: n2001088085
- SNAC: w61w8xjg
- Virtual International Authority File: 16574692
- WorldCat: E39PBJgH7gWt4CMMYm8cM9yrv3